# Pieve di Mazzo
La pieve di Mazzo fu un'antica suddivisione territoriale della diocesi di Como e del Terziere superiore della Valtellina grigionese con capoluogo Mazzo di Valtellina.